# Agriocnemis nana
Agriocnemis nana е вид водно конче от семейство Coenagrionidae. Видът е незастрашен от изчезване.

## Разпространение
Разпространен е във Виетнам, Камбоджа, Китай (Юннан), Лаос, Малайзия (Западна Малайзия), Мианмар, Сингапур и Тайланд.

## Описание
Популацията на вида е стабилна.